# Forever Your Girl
Forever Your Girl är debutalbumet från den amerikanska sångerskan Paula Abdul.